# In de maalstroom van het leven
In de maalstroom van het leven is het zesde deel van de samoerai-stripreeks Kogaratsu, van de Belgische stripauteurs Bosse (Serge Bosmans) en Marc Michetz. Het stripalbum verscheen in 1994 met harde kaft in de collectie spotlight van uitgeverij Dupuis. In 1997 kwam de softcover-editie op de markt.

## Verhaal
Het leven dat Kogaratsu nu als ronin leidt valt hem zwaar: de armoede, het gebrek aan respect, de vernederingen die hij moet ondergaan. Net als hij denkt zijn dieptepunt te hebben bereikt, krijgt hij een maaltijd, een bad en een bed aangeboden. De volgende morgen blijkt dat hij midden in een ruzie tussen twee fracties om de controle van een samoeraischool is terechtgekomen.